# Phonochirurgie
Die Phonochirurgie ist ein medizinisches Spezialgebiet, welches sich mit stimmverbessernden Operationen beschäftigt. Sie wird überwiegend durch Phoniater und HNO-Ärzte praktiziert. Im Gegensatz zur klassischen HNO-Heilkunde, die sich mehr mit diagnostischen und allgemein-therapeutischen Eingriffen im Kehlkopf befasst, wird in der Phonochirurgie gezielt in Bezug auf Stimmstörungen operativ behandelt.

## Erweiterte Definitionen
Der Begriff Phonochirurgie wurde von Hans von Leden gemeinsam mit Gottfried Eduard Arnold erstmals 1963 verwendet. Sie bezeichneten „Phonochirurgie als diejenigen Eingriffe am Larynx, die primär und ausschließlich der Verbesserung oder Wiederherstellung der Stimmfunktion als Hauptindikation haben“. Die International Association of Phonosurgeons erweiterte 2000 in Abano Terme die Beschreibung: "Phonochirurgie beschreibt ein funktionell-chirurgisches Vorgehen, das ausschließlich oder auch als Anteil der
- Verbesserung und/oder
- Wiederherstellung und/oder
- Erhaltung der Stimme und des Sprechvermögens

dient".

## Historie
Der erste dokumentierte phonochirurgische Eingriff wurde 1860 in Tübingen vom Chirurgen Viktor von Bruns durchgeführt: ohne jegliche Anästhesie entfernte er seinem Bruder einen Stimmlippenpolypen in indirekter Laryngoskopie mittels Kehlkopfspiegel.

## Einsatzgebiete
Gutartige Veränderungen wie Stimmlippenknötchen, Stimmlippenpolypen, Kehlkopfgranulome oder Reinke-Ödeme beeinträchtigen durch Behinderung des Schwingungsablaufes der Stimmlippenschleimhaut die Phonation. Der Phonochirurg entfernt diese Veränderungen so, dass wieder eine Stimmnormalisierung eintreten kann. Ein weiteres Einsatzgebiet der Phonochirurgie besteht bei Glottisschlussinsuffizienzen durch z. B. Stimmlippenstillstände, nach Schädigungen durch Intubation, Muskel-/Schleimhautschäden der Stimmlippe nach Infekten etc. Durch Unterfütterungen mit z. B. Kollagenpräparaten seitlich neben die Stimmlippe wird der mangelnde Schluss beseitigt. Bei bleibenden Stimmlippenstillständen kann durch Phonochirurgen in einem operativen Eingriff von außen der Stimmlippenschluss wiederhergestellt werden: ein Fenster im Schildknorpel, und damit auch die betroffene Stimmlippe, wird zur Mitte verlagert, indem Knorpelstücke, Silikon oder Metallspangen eingesetzt werden. Ein weiteres Gebiet der Stimmverbesserung besteht in der Feminisierung der Stimme bei trans Frauen.
Üblicherweise werden diese phonochirurgischen Eingriffe über ein OP-Laryngoskop unter dem OP-Mikroskop in Vollnarkose durchgeführt.
Viele dieser Eingriffe können auch in örtlicher Betäubung (Lokalanästhesie) erfolgen. Das hat den Vorteil, dass bereits intraoperativ beim wachen Patienten der OP-Erfolg durch auditive Stimmbeurteilung und vor allem unter stroboskopischer Kontrolle des Schwingungsverhaltens der Stimmlippenschleimhaut überprüft werden kann. Während früher dieser Eingriff über ein OP-Mikroskop und Kehlkopfspiegel durchgeführt wurde, erfolgen die phonochirurgischen Eingriffe in Lokalanästhesie heutzutage unter videolaryngostroboskopischer Kontrolle.

## Organisation
In Deutschland sind viele Phonochirurgen (Phoniater und HNO-Ärzte) in der Deutschen Gesellschaft für Phonochirurgie vertreten, in Europa über das Phonosurgery Committee of the European Laryngological Society (ELS) und international über die International Association of Phonosurgeons (IAP).